# Lisa Rogers
 (décembre 2013).
Lisa Rogers (née le 7 septembre 1971 à Cardiff) est une animatrice de télévision et quelquefois actrice originaire du Pays de Galles.
À l'école elle travaillait dans une usine de chocolat et comme agent d'entretien[réf. souhaitée], et quand elle étudiait le drame à l'Université de Loughborough, elle était assistante maternelle.
Elle commença sa carrière à la télévision derrière les planches en tant que chercheuse pour les émissions de Johnny Vaughan: The Fall Guy, The Girlie Show, Absolutely Animals et Light Lunch avec Dermot O'Leary.
Pendant qu'elle travaillait en tant qu'assistante productrice et ne souhaitant pas manquer la coupe du monde, un ami lui suggéra qu'elle auditionne pour l'émission de football "Under the Moon" sur Channel 4. Elle eut le rôle principal pour la première fois sur Channel 4 dans Big Breakfast en juin 2000, quand elle présenta le "Find Me A Weather Presenter." L'émission se termina en 2002. Elle était aussi l'animatrice de l'émission The Block. Elle a joué le personnage de Tanya en 2000 dans la série télévisée Lock, Stock..., un spin-off du film Lock, Stock and Two Smoking Barrels.
Elle est depuis apparue comme membre du jury régulier dans Loose Women sur ITV et présenta des programmes comme Scrapheap Challenge et The Block et travailla pour Five et Challenge.
Rogers a plus récemment été vue comme présentatrice Sunshine pour Channel 4, qui précède le film de Danny Boyle du même nom, et comme présentatrice régulière de Vroom Vroom sur Sky One.
Elle apparaît régulièrement sur les clips du groupe punk rock Punks Not Dad, originaires de Cardiff comme Lisa.

## Vie privée
- Elle est sortie avec l'acteur Ralf Little et l'ancien batteur de Stereophonics, Stuart Cable.

- Son endroit favori au pays de Galles est Brecon Beacons[2].